# Cypria Soya
Die Cypria Soya (japanisch サイプリア宗谷) ist ein 2008 in Dienst gestelltes Fährschiff der japanischen Reederei Heartland Ferry. Sie steht auf der Strecke von Wakkanai nach Rishirifuji und Rebun im Einsatz.

## Geschichte
Die Cypria Soya wurde am 21. Juni 2007 unter der Baunummer 729 in der Werft von Naikai Zosen in Onomichi auf Kiel gelegt und lief am 20. Januar 2008 vom Stapel. Nach ihrer Ablieferung an Heartland Ferry am 22. April 2008 nahm sie am 1. Mai den Fährdienst von Wakkanai nach Rishirifuji (über den Hafen Oshidomari) auf der Insel Rishiri und Rebun (über den Hafen Kafuka) auf der gleichnamigen Insel auf. Die Cypria Soya ist nach der Orchideengattung Cypripedium benannt.
Die Cypria Soya hat kein direktes Schwesterschiff, ähnelt jedoch im Aussehen und in ihren Abmessungen stark der älteren und auf derselben Route eingesetzten Boreas Soya und der 2019 verkauften Feelease Soya. Auch die neuere, ebenfalls zwischen Wakkanai, Rishirifuji und Rebun eingesetzte Amapola Soya besitzt ähnliche Abmessungen. Für eine Überfahrt von Wakkanai nach Rebun benötigt die Fähre knapp zwei Stunden.
Am 20. November 2008 kollidierte die erst wenige Monate im Dienst stehende Cypria Soya im Hafen von Kafuka (Rebun) infolge eines Schneesturms mit hohen Windgeschwindigkeiten mit der Kaimauer. Es entstanden Schäden am Bug und am Schiffsrumpf sowie ein Wassereinbruch, der sich jedoch auf einen der Ballasttanks beschränkte. Dem Kapitän der Fähre wurde vorgeworfen, den Abstand zur Kaimauer trotz schlechter Sichtverhältnisse nur nach Augenmaß eingeschätzt zu haben.
An Bord der Cypria Soya können 550 Passagiere in den Sommermonaten und 475 in den Wintermonaten mitreisen. Die Gäste sind in Zimmern im japanischen Stil sowie in Aufenthaltsräumen mit Liegesitzen der Ersten und Zweiten Klasse untergebracht. Einer dieser Räume ist barrierefrei. Zudem verfügt das Schiff über einen privaten Empfangs- und Ruheraum.